# Horváth Ádám (rendező)
Horváth Ádám (Budapest, 1930. június 4. – Budapest, 2019. június 19.) Kossuth-, Erkel Ferenc- és Balázs Béla-díjas magyar tévérendező, egyetemi tanár, a Gaudiopolisban kikiáltott Gyermekköztársaság első kultuszminisztere, érdemes és kiváló művész, a Magyar Televízió örökös tagja.
Műfajteremtő, a magyar televíziózás történetének meghatározó művésze. A tévéjátékoktól a hangversenyek képernyőre viteléig szinte minden televíziós műfaj kialakításában úttörő szerepet vállalt. Emlékezetes élő közvetítések, mint például Nagy Imre és mártírtársai temetésének vezető rendezője is volt.
A magyar televíziózás érdekében – az egyéni, művészi, alkotó munkát háttérbe szorítva – többször vállalt vezető funkciót. Jelentős szerepe volt a televíziós oktatás kialakításában, szakemberek kinevelésében is.

## Életpályája
A második világháború után, öccsével együtt a Sztehlo Gábor által alapított Gaudiopolisba (Örömváros) került. A „Gyermekköztársaság” kikiáltásakor kultuszminiszteri tárcát kapott a Keveházi László által vezetett kormányban. Később agrobiológusnak készült, 1948–49-ben a Gödöllői Agrártudományi Egyetem hallgatója volt. 1952–1956 között a Honvéd Művészegyüttes énekkari tagja és karvezetője volt. 1957-ben külsősként került az induló televízióhoz Apáthi Imre asszisztenseként. 1958-ban lett a Magyar Televízió munkatársa, 1959-től már rendezőként tevékenykedett. 1961-től a Színház- és Filmművészeti Főiskolára járt, Máriássy Félix tanítványaként 1965-ben diplomázott. 1966-ban a BBC Training Cours hallgatója, 1968-ban Rómában a RAI ösztöndíjasa volt. 1967-től a Magyar Televízió művészeti főosztályának vezető rendezőjeként dolgozott. 1994–95-ben a köztévé elnöke volt.
A főiskolán 1968-tól kezdve tanított. 1983-tól egyetemi tanár, 1994–2002 között rektorhelyettes, 2005-től professor emeritus volt.
Utolsó éveiben tüdőrákkal küzdött. 2019. június 19-én hunyt el Budapesten, az Országos Onkológiai Intézetben.
2019. július 16-án vettek végső búcsút tőle a Farkasréti temetőben. A szertartáson beszédet mondott Nemcsák Károly, Naszlady Éva valamint Bárdos András, Gáti Oszkár egy verset szavalt.
2020. november 20-án emléktáblát avattak korábbi lakhelyének falán, a Budapest Szent István park 19. szám alatt.

## Családja
Szülei Horváth Zoltán és Molnár Márta; nevelőapja Sárközi György volt. Nővére Horváth Eszter (1927–1996, házastársi neve Lukin Eszter). Féltestvére Sárközi Mátyás (1937–) Londonban élő író. Nagyapja a világhírű író, Molnár Ferenc. Első felesége Bárdos Judit (1930–2023), Bárdos Lajos lánya volt. Ebből a házasságából született két gyermeke: Péter (1955–2001) és Veronika (1959–). Négy unokája született. 
1966-ban házasságot kötött Csűrös Karola színésznővel, akivel 1968-tól a budapesti Szent István park egyik lakásában éltek.

## Válogatás rendezéseiből
Tévéjátékok
- Murray Schisgal: A gépírók (1967)
- Csurka István: A ló is ember (1968)
- Rónay György: Éjszakai vendég (1968)
- Bencsik Imre: Az írnok kálváriája (1968)
- Kolozsvári Grandpierre Emil: Kolozsvári est - mai módra (1969)
- Fejes Endre: Élő Klára (1970)
- Stoppard: Szabad, mint a madár (1971)
- Heltai Jenő: Kiskirályok (1972)
- Henkel: Csőmázolók (1974)
- Görgey Gábor: Nem lőnek, csak fúj a szél (1975)
- Molnár Ferenc: Valaki (1976)
- Molnár Ferenc: A farkas (1981)
- Fényes Szabolcs-Feydeau-Szenes Iván: Osztrigás Mici (1983)
- Márai Sándor: Az alibi (1993)
- Sorozatok
  - Petőfi (1977)
  - Mire megvénülünk (1979)
  - Nemeskürty István: Széchenyi napjai (1985)
  - Szomszédok (1987–1999)
  - Életképek (2004–2009)

Portréműsorok, összeállítások
- Székely Mihály (1963)
- Heltai-est (1966)
- Kun Zsuzsa (1967)
- Orosz Adél - Róna Viktor (1967)
- Hunyady-est (1968)
- A mesterdalnokok Simándy József (1969)
- Budapesti állatkert - Molnár Ferenc-est (1970)
- Egy óra - három arc. Darvas Lili (1972)
- Markó Iván (1975)
- Dózsa Imre (1980)
- Rácz Aladár (1986)
- Seregi László (1989)
- In memoriam dr. Kulka Frigyes (1989)
- Isaac Stern végre Budapesten (1991)

Zenés műsorok, tévéjátékok
- Kodály Zoltán: Háry János (1962)
- ifj. Johann Strauss: Denevér (1965)
- Donizetti: A csengő (1966)
- Kodály Zoltán: Budavári Te Deum
- Bartók Béla: A fából faragott királyfi (1970)
- Hidas Frigyes-Seregi László: A cédrus (1977)
- Kodály Zoltán: Psalmus Hungaricus (1977)
- Verdi: Rigoletto (1987)

Sorozatok
- Zenélő órák (1964–1967)
- Budapesti Zenei Hetek Beethoven sorozata (1964-1969)
- Bach: Brandenburgi versenyek (1996)

Kabarék, szórakoztató műsorok
- Szilveszter (1963, 1965), 1970, 1993

Hofi Géza műsorok
Rózsa Sándor paródia (1971)
Még mindig aktuális (1976)
Kutatjuk a közvéleményt (1977)
Építem a csatornámat (1980)
Temetném a munkát (1984)
A szomjas magyar - koncert alkoholisták javára (1985)
Szilveszter 1991
Nevetni kell ennyi az egész (1994)
Himnusz
- 1983 nyarán a Hősök terén új tévéfelvétel készült. A 200 tagú kórust és a rádiózenekart Ferencsik János vezényelte.

Ablak
- 1981-től az Ablak című heti közéleti szolgáltató műsort rendezte.

## Elismerései
- Balázs Béla-díj (1970)
- Érdemes művész (1978)
- Erkel Ferenc-díj (1985)
- SZOT-díj (1988)
- Kiváló művész (1990)
- TV kritikusok életmű-díja (1990)
- A Magyar Köztársasági Érdemrend középkeresztje (2002)
- A XIII. kerület díszpolgára (2002)
- a Magyar Televízió Örökös Tagja (2004)
- Kossuth-díj (2007)
- Többszörös MTV nívó díjas
- Szocialista Kultúráért
- Kiváló munkáért

## Nemzetközi díjak
- 1971-Sorrento: Ezüst szirén-díj: Bartók Béla: A fából faragott királyfi
- 1977-Prága: A zenés drámai művek legjobb tévéváltozatáért járó díj: Hidas Frigyes–Seregi László: Csontváry (balettfilm)